# Veronika (пісня)
Veronika (укр. Вероніка) — пісня словенської співачки і авторки пісень Raiven. Ця пісня представляла Словенію на Пісенному конкурсі Євробачення 2024, який відбувся в місті Мальме, Швеція. Авторка Wiwibloggs Руксандра Тюдор описала заявку як «темну альтернативну поппісню», натхненну історією Вероніки з Десениць. Реліз пісні відбувся 20 січня 2024 року.

## Передісторія та сюжет
«Veronika» написана Бояном Цвєтічаніном, Данилою Капеллю, Клавдією Копіною, Мартіном Безжеком, Пітером Ху та самою Raiven, перший з яких — нинішній учасник і соліст словенського рок-гурту Joker Out, який представляв Словенію на Пісенному конкурсі Євробачення 2023. За словами Raiven, пісня натхненна Веронікою з Десениць, графинею Цельською, яка була першою жінкою, засудженою за чаклунство в Словенії. Повідомляється, що її вбили за наказом тестя через її нижчий статус і спротив її шлюбу з його сином. В аналізі журналістки Wiwibloggs Руксандри Тудор «Veronika» описана як «темна альтернативна поппісня», а сама графиня – як «жінка влади, чарівна фігура». Пізніше вона сказала, що «пісня має містичну привабливість, і її сила зростає в міру розвитку композиції, демонструючи неймовірні вокальні здібності Raiven. У самій пісні співається „Я є, ти є, Вероніка“, що передає, що „силу Вероніки“ можна знайти в кожному з нас». Сама ж співачка описала пісню як «свою дитину», бажаючи зробити акцент на візуальному вигляді пісні.
Спочатку «Veronika» мала бути написана для другого мініальбому Raiven — Sirene, а не для участі на Євробаченні. За словами співачки, на створення композиції пішло шість місяців, і вона зосередилася на «драматичності пісні… Я хотіла, щоб її історія була не тільки виражена, але й резонувала з 2024 роком».
12 грудня 2023 року Raiven офіційно оголосили представницею Словенії на Євробаченні 2024 під час пресконференції, що відбулася в Словенському національному театрі опери та балету в Любляні. Прем'єра пісні та музичного відео до неї відбулася 20 січня 2024 року під час спеціальної телевізійної програми. під назвою Misija Malmö.

## Музичне відео та реклама пісні
Музичне відео було випущено в день релізу. Воно було знято у кар'єрі Чрний Кал і в Радовлиці, зрежисовано Лукасом Зушлагом і Тяшею Барбо та поставлено хореографію Лукасом Зушлагом. В інтерв'ю RTVSLO Raiven заявила, що хотіла об'єднати «чотири елементи — землю, вогонь, воду та повітря». Співачка, маючи фобію перед глибокою водою, заявила, що зйомки музичного кліпу «забирали багато часу та були дуже напруженими». Музичне відео показує Raiven у водоймі, де вона «кличе» Вероніку в оточенні чотирьох чоловіків.
Співачка виконала «Veronika» на Dora 2024, національному відборі для участі Хорватії на Євробачення. Для подальшого просування пісні Raiven планувала виконувати її на різних пре-паті Євробачення. Вона з'явилася на вечірці Євробачення в Барселоні 6 квітня 2024 року, на пре-паті концерту Євробачення 8 квітня та на Північній вечірці Євробачення 14 квітня.

## Пісенний конкурс Євробачення

### Внутрішній відбір
Словенська телекомпанія Radiotelevizija Slovenija (RTVSLO) офіційно оголосила про свою участь у Пісенному конкурсі Євробачення 2024 14 вересня 2023 року. Спочатку телекомпанія планувала провести національний відбір, але пізніше вона передумала та обрала представника через внутрішній відбір.
Пара журі визначила представника на пісенний конкурс Євробачення: словенське журі обрало п'ять фіналістів, а міжнародне журі вибрало фінальну пісню. 12 грудня 2023 року Raiven офіційно оголосили представницею Словенії на пісенному конкурсі Євробачення 2024. Пісня була випущена 20 січня 2024 року разом із музичним відео.

### На Євробаченні
Пісенний конкурс Євробачення 2024 відбувся на Мальме-Арена у Мальме, Швеція, і складався з двох півфіналів, які відбулися відповідно 7 та 9 травня, і фіналу 11 травня 2024 року. Під час жеребкування 30 січня 2024 року, Словенія потрапила в перший півфінал у другу половину шоу. 

У півфіналі Raiven виступила під дев'ятим номером і кваліфікувалася до фіналу з 9 місця, здобувши 51 бал від глядачів. У фіналі Євробачення пісня «Veronika» посіла 23 місце (з 25-ти) з 27 балами, з яких 15 від журі й 12 від глядачів.

Фрагменти виступу на Євробаченні 2024
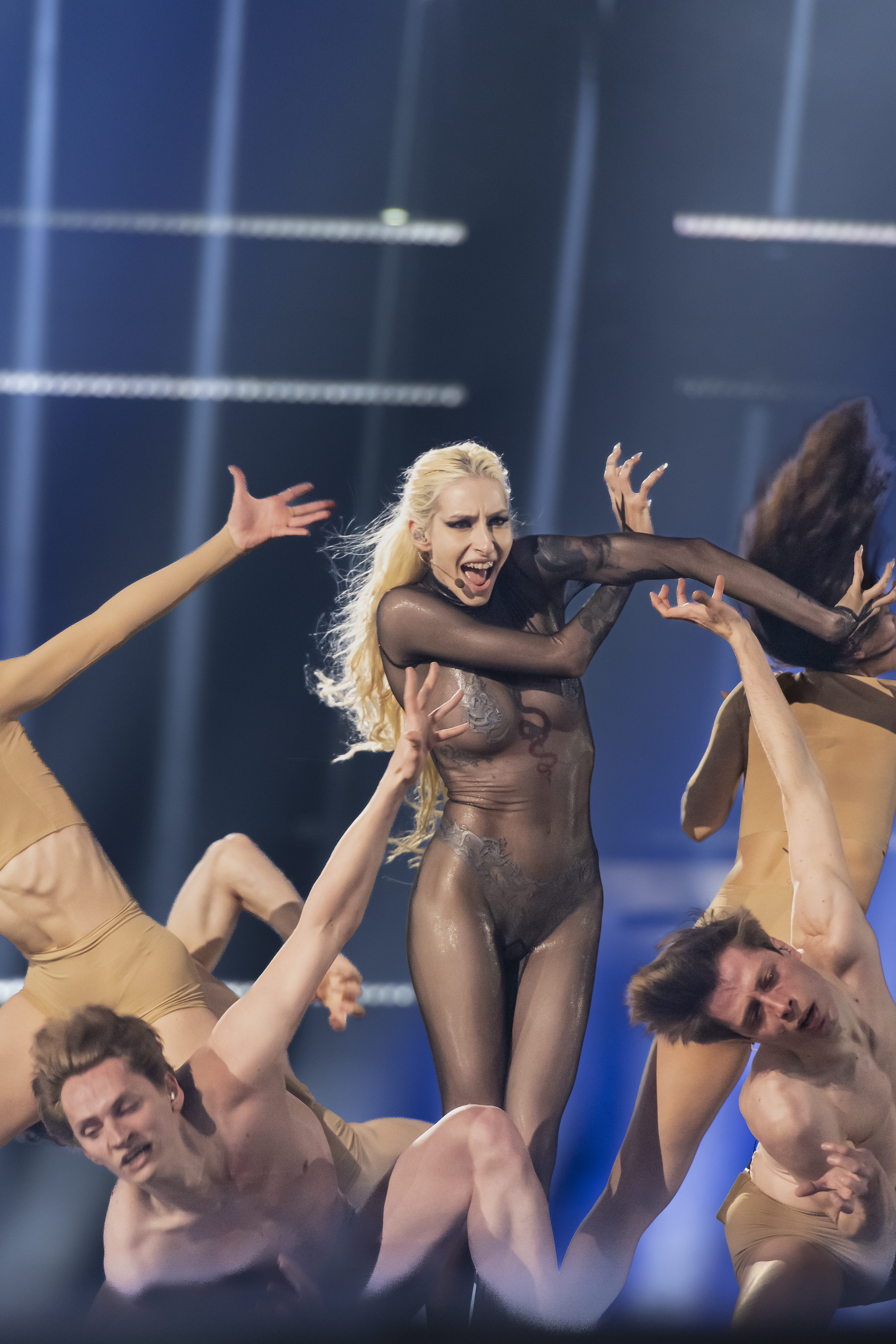
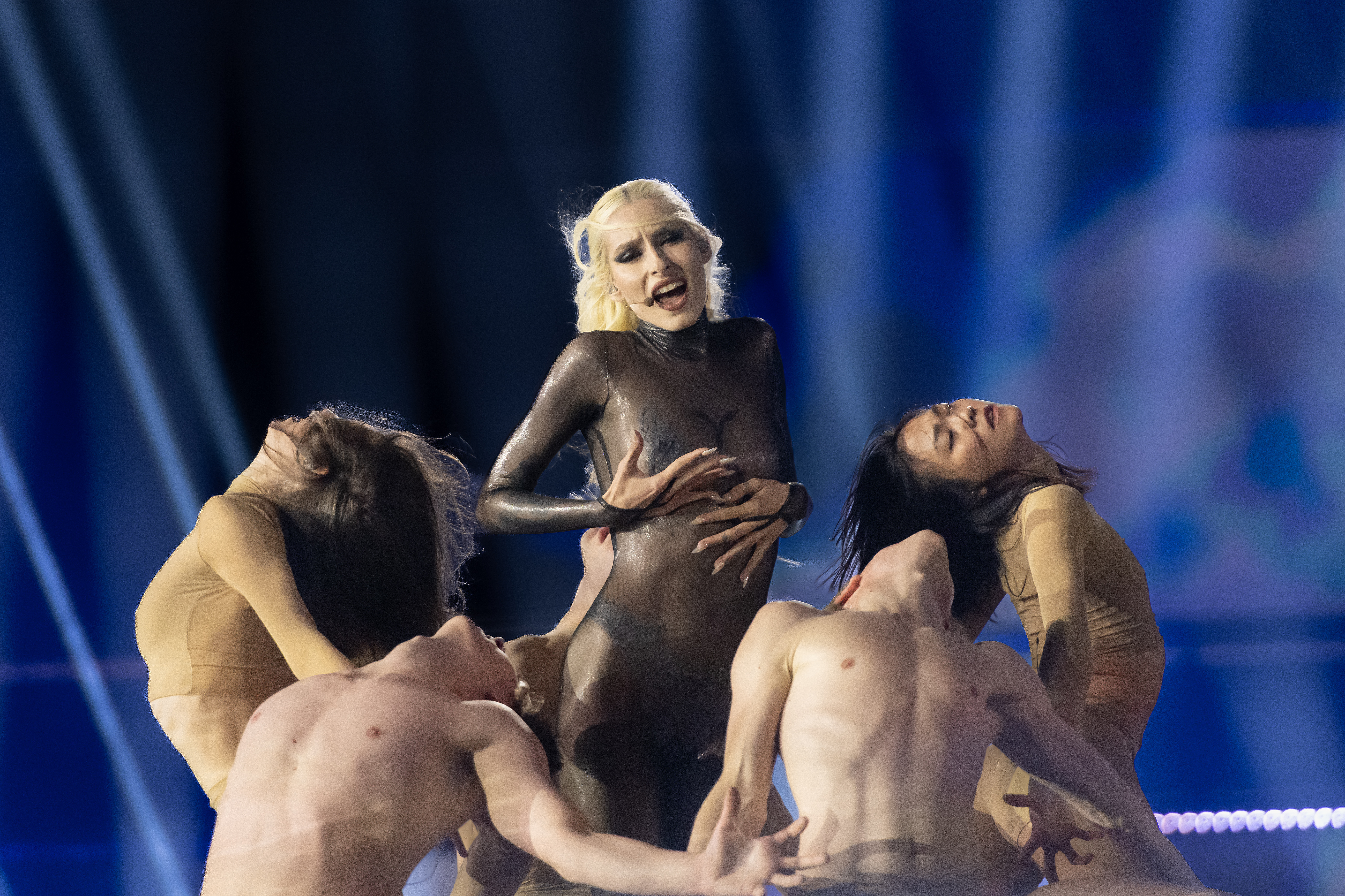
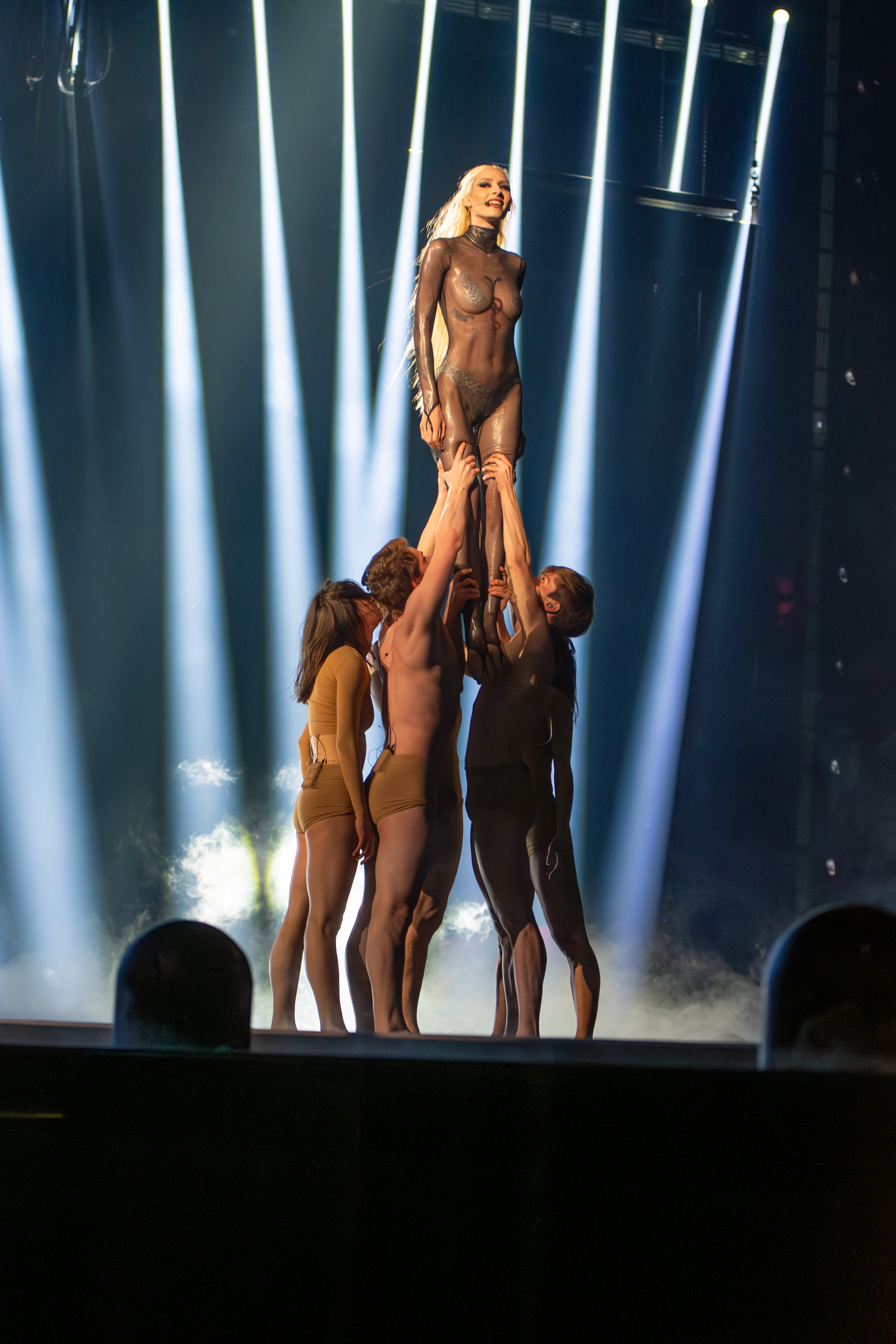
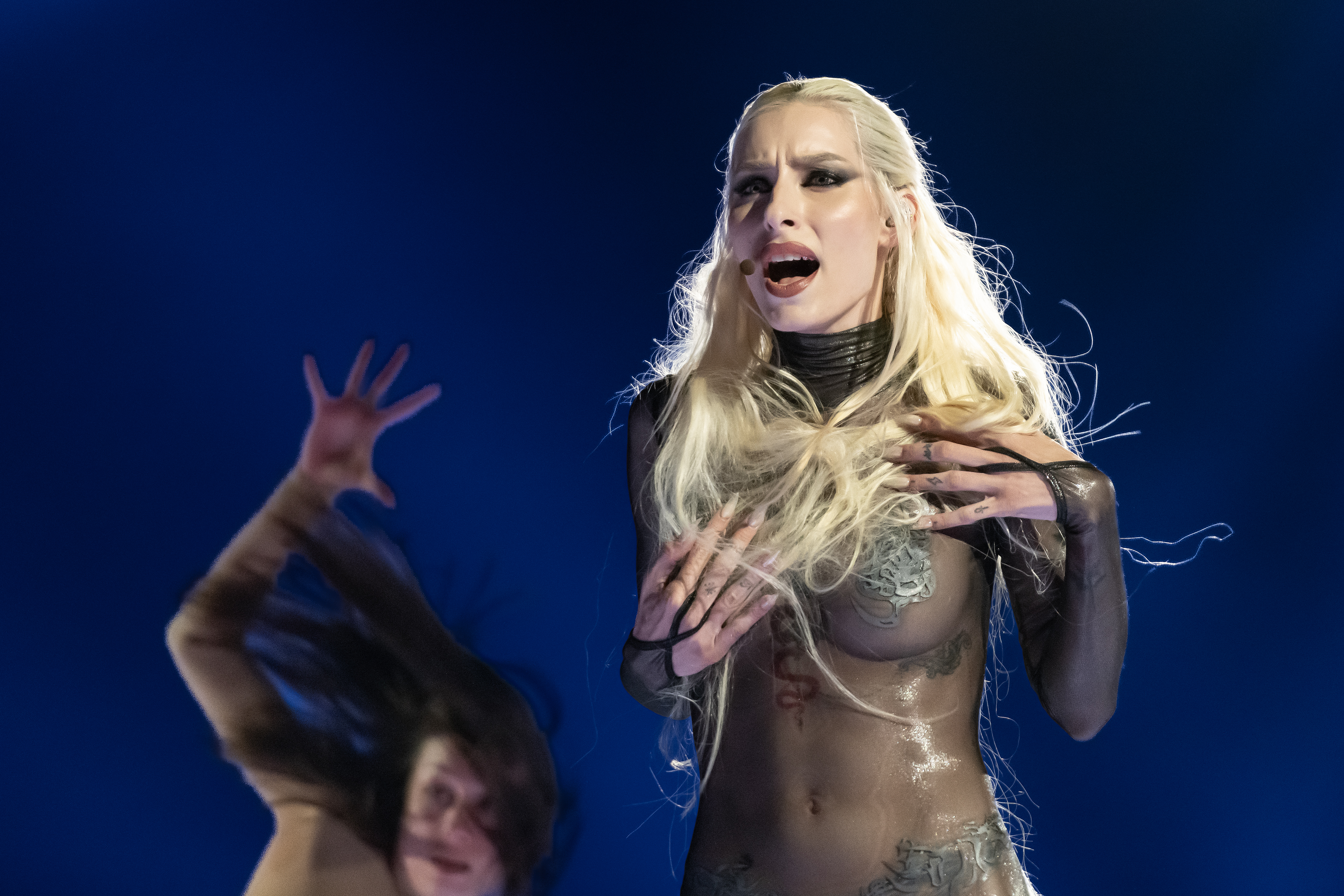
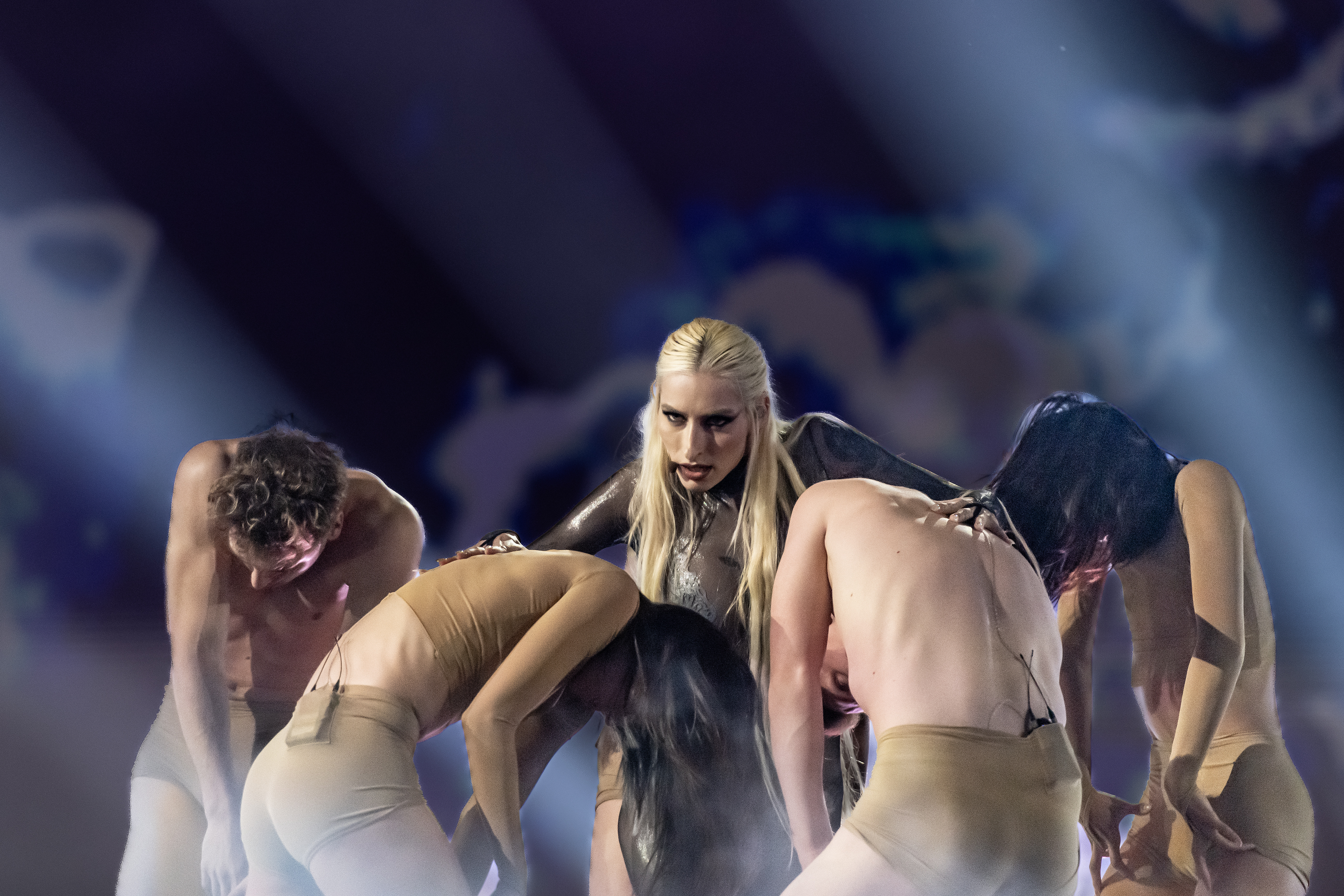
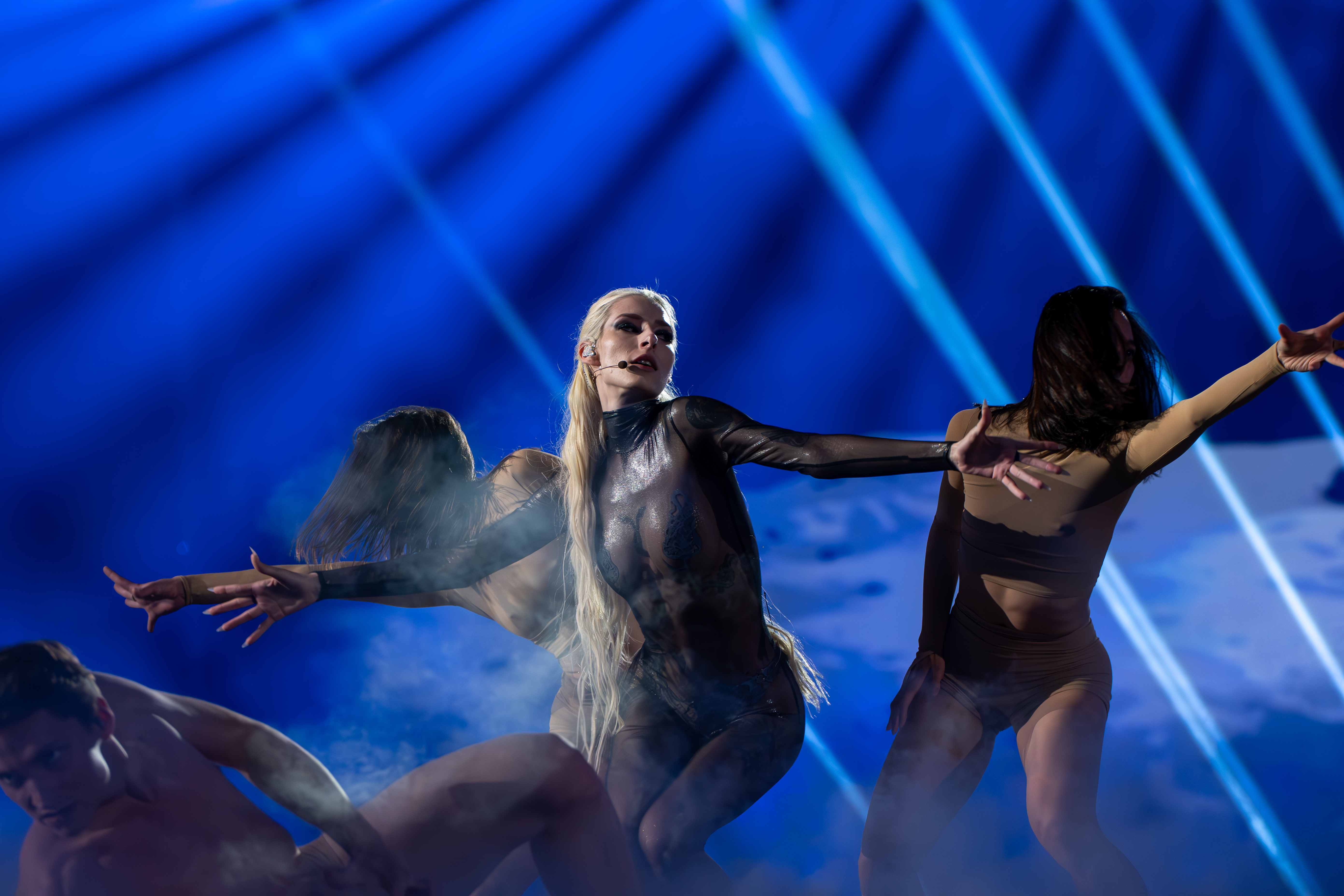
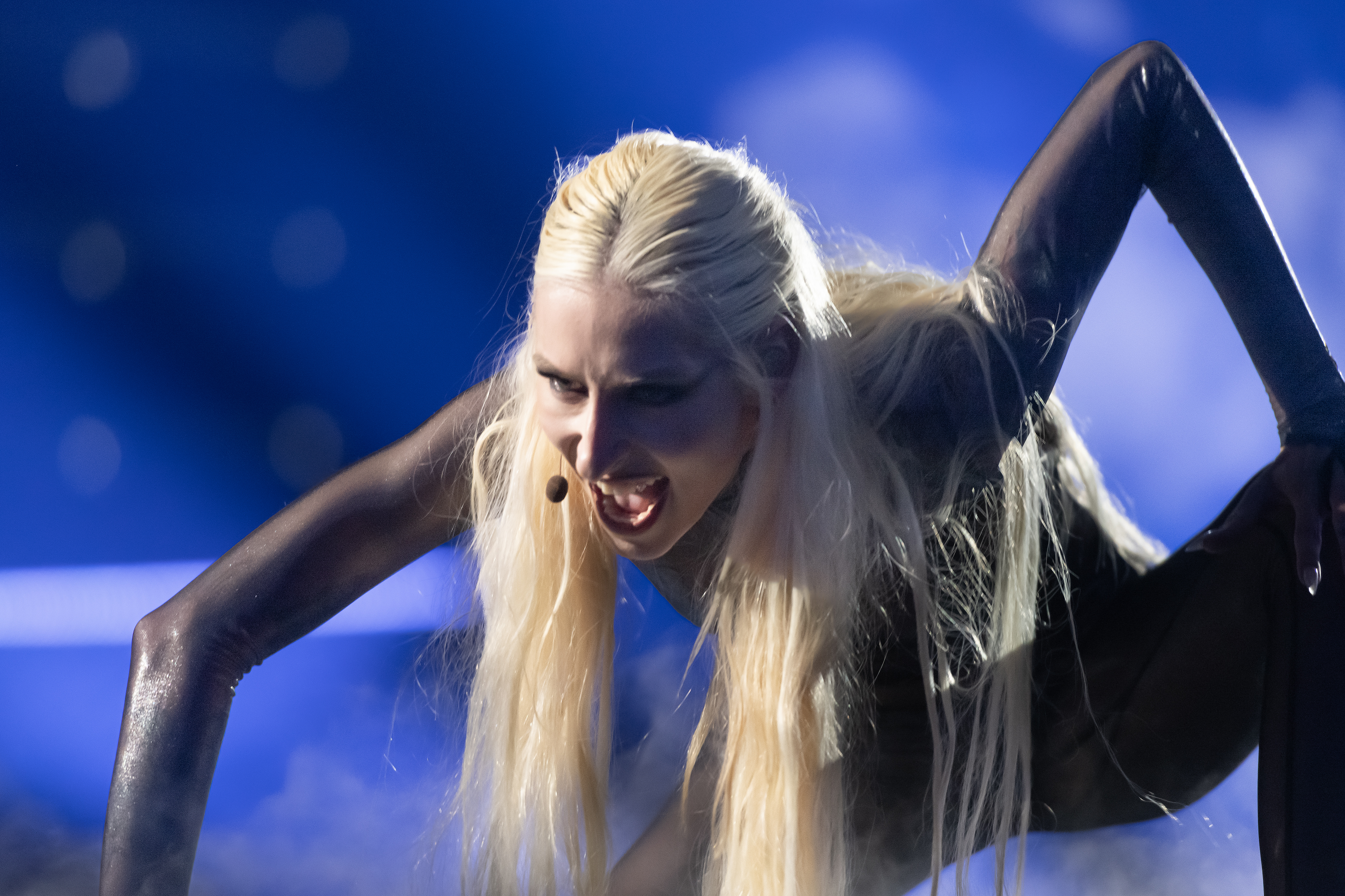